# Kiteretsu
Kiteretsu (de vegades subtitulat El cosí més llest d'en Nobita), originalment i en japonès Kiteretsu Daihyakka (キテレツ大百科 'Enciclopèdia Kiteretsu'), és una sèrie manga del duo Fujiko Fujio publicada a la revista infantil Kodomo no Hikari entre 1974 i 1977, més tard convertida en una sèrie anime de 331 episodis de 25 minuts, emesa originalment per Fuji TV entre 1988 i 1996. L'anime ha estat doblat i emés en català per Televisió de Catalunya (Club Super 3) i Televisió Valenciana (Babalà Club).